# Pekka Niemi
Pekka Niemi   (Keminmaa, 14 de novembre de 1909 - Kittilä, 21 de desembre de 1993) va ser un esquiador de fons finlandès que va competir durant la dècada de 1930.
El 1936 va prendre part en els Jocs Olímpics de Garmisch-Partenkirchen, on disputà dues proves del programa d'esquí de fons. Guanyà la medalla de bronze en la prova dels 18 quilòmetres, mentre en la dels 50 quilòmetres fou vuitè.
En el seu palmarès també destaquen tres medalles, una d'or, una de plata i una de bronze, al Campionat del Món d'esquí nòrdic de 1937.